# Mosquée de Ras al-Amud
La mosquée de Ras al-Amud (arabe : مسجد رأس العامود, « la tête de la colonne »), également connue sous le nom de mosquée Muhammad al-Fateh (arabe : مسجد محمد الفاتح), est située au cœur du quartier de Ras al-Amud (en), à l'est de la vieille ville de Jérusalem, au bord de la route principale reliant Jérusalem à Jéricho, à proximité du cimetière juif, au pied du mont des Oliviers.